# اجائکوتا
اجائکوتا (به لاتین: Ajaokuta) یک سکونتگاه مسکونی در نیجریه است که در ایالت کوگی واقع شده‌است.

## خصوصیات
اجائکوتا ۱٬۳۶۲ کیلومترمربع مساحت و ۱۲۲٬۳۲۱ نفر جمعیت دارد.